# Beatriz Shantal
Ashley Beatriz Shantal Téllez, (27 de julio de 1984 en Puebla) es una cantante, actriz, bailarina y modelo mexicana. Beatriz es hija del político Franco Mexicano Profesor y empresario J. Gontrán E. Tellez.
Beatriz tiene 2 hijos una pequeña llamada Shantal y un hijo con el Balón de Oro y campeón del Mundo 2006 de Italia Fabio Cannavaro llamado Luis Cannavaro. 
.

## Carrera
Comenzó su carrera como actriz en la telenovela Rubí, además de ser integrante del llamado Fenómeno Mundial RBD Rebelde como Villana de la historia, fue en 2004 Madrina del Equipo de Futbol san Luis FC en su paso por la Primera División del balón pie Mexicano. También ha aparecido en Verano de amor, Zacatillo, un lugar en tu corazón , Eva Luna y protagonizó la serie Solterita y a la Orden para RCN Colombia y Telemundo Internacional, también ha aparecido en varios musicales de Rent.
Fue Embajadora de "AMANC" y Embajadora de Avon Lucha contra el Cáncer de mama en 2016.
Beatriz Shantal En el 2012 se integra a Fashion Week Mercedes Benz (FWMB) siendo la primera Top Model Internacional rompiendo con todos los esteriotipos de las modelos de pasarelas internacionales al no contar con 1.77 cm de estatura, volviéndose en una las imágenes más importantes de FWMB a nivel mundial firmando contrato con marcas mundialmente reconocidas. ha sido imagen para Calvin Klein Andres Sarda Cover Girl , Versace  y Garnier. También ha publicado tres discos: Desde que te vi, Sal en el Café, & No Calles Más. Beatriz fue nominada a los Grammy Latinos 2011 por el tema "EL" mismo que es de su autoría en conjunto con  Carlos Lara fue el tema principal de la telenovela Eva Luna en voz también de Jenni Rivera. Ganadora del premio Istalk en Brasil como la Actriz del año 2014. En 2017 ella se encuentra en la preproducción de su nuevo Material Discográfico de la mano de Brian Ray. También firmó con  Maybelline LLC como Embajadora de la Marca para llevar de nueva cuenta Maybelline a Portugal después de 2 años de ausencia, misma con la que se inicia la Campaña Camouflage en dicho país.
Beatriz Shantal es la voz de Goldie ( Serie Goldie y Osito ) de la cadena Disney Jr.
Nominada a los Nickelodeon choice como villana del año por Rebelde. Beatriz Shantal Bea acaba de hacer oficial la Apertura de su Fundación Internacional "Música y Voces contra la Violencia" A.C con Sede en México, España y Brasil, Beatriz abrió en junio de 2018 la Academia de Artes Beatriz Shantal en Guangzhou, China misma que cuenta con una sucursal que se aperturará próximamente en Puebla México.
En el 2017 se hizo presente en una Actuación Especial en la nueva Telenovela de Pedro Damián "Despertar contigo" dando vida a una Villana nuevamente. 
El 11 de abril de 2013, un avión en el que viajaba se estrelló, sin embargo todos sobrevivieron al accidente.